# هاکی باشار
هاکی باشار (ترکی استانبولی: Hakkı Başar؛ زادهٔ ۲۴ سپتامبر ۱۹۶۹) کشتی‌گیر اهل ترکیه بود.